# トヨタ・TF102
トヨタ・TF102はトヨタが2002年のF1世界選手権に投入したフォーミュラ1カー。トヨタが実戦用に開発した最初のマシンである。
デザイナーはグスタフ・ブルナーとダゴ・ローラー。ドライバーは前年度にテストを担当したミカ・サロとアラン・マクニッシュ。

## 開発

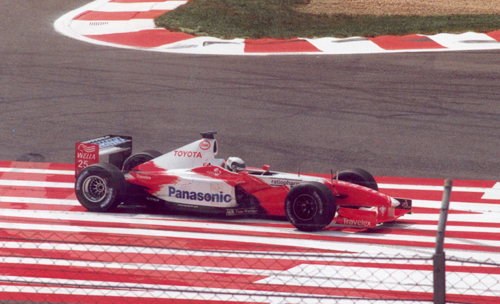
2002年フランスグランプリでアラン・マクニッシュがドライブするTF102

トヨタはF1参戦前にTF101でテストを重ねたが、パフォーマンスが不十分であると判断して計画を修正。TF101をデザインしたアンドレ・デ・コルタンツとの契約を解消し、ミナルディから引き抜いたグスタフ・ブルナーに新車の設計を任せた。ブルナーは2001年5月に着任してから急ピッチでTF102を完成させた。
TF102はコンベンショナルな外観で、TF101よりも空力が考慮されていた。ブルナーは2001年11月の発表時に「2001年のテストカーは我々が望んでいた結果を示した。この新型車は最新の技術を反映し、テストカーよりもはるかに競争力を持っている」と語った。
カラーリングはTF101と同じくトヨタのコーポレートカラーである赤と白を基調とするが、白いキャンバスを赤い絵筆でなぞったような抽象的なデザインになった。

## パフォーマンス
F1デビューイヤーとなる2002年、チーム代表のオベ・アンダーソンはシーズン始めに「学習の年」であるだろうとし、車の性能は十分な信頼性から楽観的に見ていると語った。
デビュー戦のオーストラリアGPではミカ・サロが6位に入り、3戦目のブラジルでもサロが6位に入った。
日本グランプリでは、アラン・マクニッシュが土曜の予選セッション時、130Rにおいてコントロールを失ってコースアウトし、バリアーに激突した。TF102はバリアーを引き裂いて完全に破壊されたが、マクニッシュは大事に至らなかった。この事故でTF102のシャシーの堅牢性が証明された。
シーズンの獲得ポイントは2、コンストラクターズランキングは10位だった。

## F1における全成績
(key) （太字はポールポジション）
| 年     | シャシー/エンジン タイヤ | ドライバー   | 1   | 2   | 3   | 4   | 5   | 6   | 7   | 8   | 9   | 10  | 11  | 12  | 13  | 14  | 15  | 16  | 17  | ポイント | 順位 |
| ------ | ------------------------ | ------------ | --- | --- | --- | --- | --- | --- | --- | --- | --- | --- | --- | --- | --- | --- | --- | --- | --- | -------- | ---- |
| 2002年 | TF102 トヨタ V10 M       |              | AUS | MAL | BRA | SMR | ESP | AUT | MON | CAN | EUR | FRA | GBR | GER | HUN | BEL | ITA | USA | JPN | 2        | 10位 |
| 2002年 | TF102 トヨタ V10 M       | サロ         | 6   | 12  | 6   | Ret | 9   | 8   | Ret | Ret | Ret | Ret | Ret | 9   | 15  | 7   | 11  | 14  | 8   | 2        | 10位 |
| 2002年 | TF102 トヨタ V10 M       | マクニッシュ | Ret | 7   | Ret | Ret | 8   | 9   | Ret | Ret | 14  | Ret | 11  | Ret | 14  | 9   | Ret | 15  | DNS | 2        | 10位 |